# Voronkî, Bobrovîțea
Voronkî (în ucraineană Вороньки) este o comună în raionul Bobrovîțea, regiunea Cernihiv, Ucraina, formată numai din satul de reședință.

## Demografie
Componența lingvistică a comunei Voronkî
     Ucraineană (99,73%)
     Alte limbi (0,27%)
Conform recensământului din 2001, majoritatea populației comunei Voronkî era vorbitoare de ucraineană (99,73%), existând în minoritate și vorbitori de alte limbi.